# Copa Sky 2022
La Copa por México 2022 (denominada Copa Sky 2022 por motivos de patrocinio), fue un torneo amistoso del fútbol mexicano que sirvió como preparación de los clubes de cara al inicio del Torneo Clausura 2023 de la Liga MX. Se disputó entre el 12 y 30 de diciembre de 2022 en 4 distintas ciudades de la República Mexicana: Ciudad de México, Guadalajara, Monterrey y Toluca.
La final se desarrolló en el Estadio Akron, casa del club Guadalajara, ganando el título el Cruz Azul, lo cual se traduce en el bicampeonato del cuadro cementero.

## Formato de competición
Participaron 10 de los 18 equipos que conforman la Primera División de México en dos distintas fases. Según el Artículo 40 de la Sección 32 del Reglamento de Competiciones de la FIFA, el torneo podría adquirir la misma validez que una liga de la Primera División de México al participar más de la mitad de los equipos. 

### Fase de clasificación
Los 10 equipos fueron divididos en 2 grupos con 5 integrantes cada uno. Se jugaron 5 fechas. Cada equipo enfrentó en una sola ocasión a sus rivales de grupo y descansó una jornada. La puntuación obtenida en cada partido fue la siguiente:
- Por juego ganado se obtuvo 3 puntos
- Por juego empatado se obtuvo un punto
- Por juego perdido no se obtuvieron puntos

El orden de los clubes al final de la fase de clasificación correspondió a la suma de puntos obtenidos por cada uno de ellos y se presentó de forma descendente. Si al finalizar las 5 jornadas de clasificación, dos o más clubes se encontraban empatados en puntos, su posición en la tabla de grupos se determinó atendiendo al siguiente criterio de desempate:
1. Mejor diferencia entre los goles a favor y en contra
2. Mayor número de goles a favor
3. Resultado de enfrentamiento directo
4. Menor número de tarjetas rojas
5. Menor número de tarjetas amarillas
6. Sorteo

### Fase final
Participan por el título de campeón de la Copa Sky 2022, los ganadores de cada grupo. En esta fase se enfrentaron a partido único. En caso de empate, el ganador del partido se decidiría directamente mediante una tanda de penaltis. El encuentro se disputó en el Estadio Akron de Guadalajara el 30 de diciembre de 2022, siendo elegida esta sede alternativa debido a las malas condiciones del campo del Estadio Jalisco, sede original de la final.

## Clubes participantes
| Equipos participantes | Equipos participantes | Equipos participantes | Equipos participantes | Equipos participantes |
| --------------------- | --------------------- | --------------------- | --------------------- | --------------------- |
| América               | Atlas                 | Cruz Azul             | Guadalajara           | Mazatlán              |
| Necaxa                | Santos Laguna         | Tigres UANL           | Toluca                | UNAM                  |

## Sedes
| Ciudad de México Monterrey Guadalajara Toluca | Ciudad de México               | Guadalajara          |
| Ciudad de México Monterrey Guadalajara Toluca | Ciudad de México               | Jalisco              |
| --------------------------------------------- | ------------------------------ | -------------------- |
| Ciudad de México Monterrey Guadalajara Toluca | Estadio Olímpico Universitario | Estadio Jalisco      |
| Ciudad de México Monterrey Guadalajara Toluca | Capacidad: 58 445              | Capacidad: 55 020    |
| Ciudad de México Monterrey Guadalajara Toluca |                                |                      |
| Ciudad de México Monterrey Guadalajara Toluca | Monterrey                      | Toluca               |
| Ciudad de México Monterrey Guadalajara Toluca | Nuevo León                     | Estado de México     |
| Ciudad de México Monterrey Guadalajara Toluca | Estadio Universitario          | Estadio Nemesio Diez |
| Ciudad de México Monterrey Guadalajara Toluca | Capacidad: 41 886              | Capacidad: 27 273    |
| Ciudad de México Monterrey Guadalajara Toluca |                                |                      |

## Fase de grupos

### Grupo A
| Equipo    | Pts. | PJ | PG | PE | PP | GF | GC | Dif. |
| --------- | ---- | -- | -- | -- | -- | -- | -- | ---- |
| Cruz Azul | 8    | 4  | 2  | 2  | 0  | 5  | 3  | +2   |
| UNAM      | 5    | 4  | 1  | 2  | 1  | 4  | 3  | +1   |
| Toluca    | 5    | 4  | 1  | 2  | 1  | 3  | 4  | -1   |
| América   | 4    | 4  | 1  | 1  | 2  | 6  | 7  | -1   |
| Necaxa    | 3    | 4  | 0  | 1  | 3  | 5  | 0  | 5    |

#### Jornada 1
| 12 de diciembre de 2022 | Cruz Azul | 0:0 (0:0) | Necaxa | Estadio Nemesio Diez, Toluca |  |
| 19:00                   |           | Reporte   |        |                              |  |

| 13 de diciembre de 2022 | UNAM             | 1:1 (0:0) | Toluca          | Estadio Olímpico Universitario, Ciudad de México |  |
| 19:00                   | J. Dinenno 90+1' | Reporte   | 70' C. González |                                                  |  |

- Equipo libre:  América

#### Jornada 2
| 15 de diciembre de 2022 | América                                               | 3:3 (2:2) | Necaxa                                              | Estadio Nemesio Diez, Toluca |  |
| 19:00                   | B. Rodríguez 36' · J. Rodríguez 40' · R. Martínez 62' | Reporte   | 25' F. Batista · 35' J. P. Segovia · 66' M. Giménez |                              |  |

| 16 de diciembre de 2022 | UNAM         | 1:2 (1:0) | Cruz Azul                    | Estadio Olímpico Universitario, Ciudad de México |  |
| 19:00                   | G. Prete 10' | Reporte   | 58' C. Rotondi · 68' R. Cruz |                                                  |  |

- Equipo libre:  Toluca

#### Jornada 3
| 19 de diciembre de 2022 | Toluca | 0:2 (0:2) | América                             | Estadio Nemesio Diez, Toluca |  |
| 19:00                   |        | Reporte   | 26' J. Rodríguez · 34' B. Rodríguez |                              |  |

| 20 de diciembre de 2022 | UNAM | 0:0 (0:0) | Necaxa | Estadio Olímpico Universitario, Ciudad de México |  |
| 19:00                   |      | Reporte   |        |                                                  |  |

- Equipo libre:  Cruz Azul

#### Jornada 4
| 22 de diciembre de 2022 | Toluca          | 1:1 (0:1) | Cruz Azul        | Estadio Nemesio Diez, Toluca |  |
| 19:00                   | J. Gamboa 90+1' | Reporte   | 47' E. Gutiérrez |                              |  |

| 23 de diciembre de 2022 | UNAM                              | 2:0 (1:0) | América | Estadio Olímpico Universitario, Ciudad de México |  |
| 19:00                   | G. Prete 16' · G. Rodríguez 90+6' | Reporte   |         |                                                  |  |

- Equipo libre:  Necaxa

#### Jornada 5
| 26 de diciembre de 2022 | Toluca         | 1:0 (0:0) | Necaxa | Estadio Nemesio Diez, Toluca |  |
| 19:00                   | S. Saucedo 58' | Reporte   |        |                              |  |

| 27 de diciembre de 2022 | América   | 1:2 (0:2) | Cruz Azul                        | Estadio Nemesio Diez, Toluca |  |
| 19:00                   | Reyes 56' | Reporte   | 6' C. Rotondi · 45+4' M. Estrada |                              |  |

- Equipo libre:  UNAM

### Grupo B
| Equipo        | Pts. | PJ | PG | PE | PP | GF | GC | Dif. |
| ------------- | ---- | -- | -- | -- | -- | -- | -- | ---- |
| Guadalajara   | 12   | 4  | 4  | 0  | 0  | 8  | 1  | +7   |
| Tigres UANL   | 5    | 4  | 1  | 2  | 1  | 3  | 3  | 0    |
| Santos Laguna | 5    | 4  | 1  | 2  | 1  | 4  | 7  | -3   |
| Atlas         | 4    | 4  | 1  | 1  | 2  | 2  | 3  | -1   |
| Mazatlán      | 1    | 4  | 0  | 1  | 3  | 3  | 6  | -3   |

#### Jornada 1
| 12 de diciembre de 2022 | Atlas | 0:0 (0:0) | Santos Laguna | Estadio Jalisco, Guadalajara |  |
| 21:00                   |       | Reporte   |               |                              |  |

| 13 de diciembre de 2022 | Tigres UANL | 0:0 (0:0) | Mazatlán | Estadio Universitario, Monterrey |  |
| 21:00                   |             | Reporte   |          |                                  |  |

- Equipo libre:  Guadalajara

#### Jornada 2
| 16 de diciembre de 2022 | Guadalajara     | 1:0 (0:0) | Mazatlán | Estadio Jalisco, Guadalajara |  |
| 21:00                   | L. Puente 90+3' | Reporte   |          |                              |  |

| 17 de diciembre de 2022 | Tigres UANL   | 1:0 (0:0) | Atlas | Estadio Universitario, Monterrey |  |
| 21:00                   | J. Angulo 85' | Reporte   |       |                                  |  |

- Equipo libre:  Santos Laguna

#### Jornada 3
| 19 de diciembre de 2022 | Santos Laguna | 0:4 (0:3) | Guadalajara                           | Estadio Jalisco, Guadalajara |  |
| 21:00                   |               | Reporte   | 9', 21', 46' S. Ormeño · 10' R. López |                              |  |

| 20 de diciembre de 2022 | Atlas                           | 2:1 (1:0) | Mazatlán     | Estadio Jalisco, Guadalajara |  |
| 21:00                   | J. Quiñones 44' · B. Lozano 68' | Reporte   | 46' E. Bello |                              |  |

- Equipo libre:  Tigres UANL

#### Jornada 4
| 22 de diciembre de 2022 | Tigres UANL   | 1:2 (1:0) | Guadalajara                     | Estadio Universitario, Monterrey |  |
| 21:00                   | J. Aquino 30' | Reporte   | 64' I. Brizuela · 89' E. Torres |                                  |  |

| 23 de diciembre de 2022 | Santos Laguna                                    | 3:2 (2:1) | Mazatlán                           | Estadio Jalisco, Guadalajara |  |
| 21:00                   | A. Preciado 8' · J. Brunetta 44' · D. Medina 88' | Reporte   | 24' A. Nahuelpán · 72' É. Bárcenas |                              |  |

- Equipo libre:  Atlas

#### Jornada 5
| 27 de diciembre de 2022 | Tigres UANL   | 1:1 (1:0) | Santos Laguna | Estadio Universitario, Monterrey |  |
| 17:00                   | S. Fierro 34' | Reporte   | 53' J. Correa |                                  |  |

| 27 de diciembre de 2022 | Atlas | 0:1 (0:1) | Guadalajara   | Estadio Jalisco, Guadalajara |  |
| 21:00                   |       | Reporte   | 39' E. Torres |                              |  |

- Equipo libre:  Mazatlán

## Fase final

### Final
Por segunda edición consecutiva, la final de la Copa por México se disputó entre el Club Deportivo Guadalajara y el Club de Fútbol Cruz Azul, siendo estos dos equipos los únicos en haber disputado la definición del título en las 2 ediciones de existencia de la competición.
| 30 de diciembre de 2022 | Cruz Azul                          | 2:0 (0:0) | Guadalajara | Estadio Akron, Guadalajara |  |
| 20:00                   | A. Gutiérrez 66' · G. Carneiro 86' | Reporte   |             |                            |  |

| Campeón Copa por México 2022 |
| ---------------------------- |
|                              |
| Cruz Azul                    |
| 2.° título                   |

## Estadísticas

### Goleadores
| Jugador              | Club          | Goles |
| -------------------- | ------------- | ----- |
| Santiago Ormeño      | Guadalajara   | 3     |
| Jonathan Rodríguez   | América       | 2     |
| Brian Rodríguez      | América       | 2     |
| Gustavo del Prete    | UNAM          | 2     |
| Carlos Rotondi       | Cruz Azul     | 2     |
| Eduardo Torres       | Guadalajara   | 2     |
| Isaác Brizuela       | Guadalajara   | 1     |
| Carlos González      | Toluca        | 1     |
| Juan Ignacio Dinenno | UNAM          | 1     |
| Roger Martínez       | América       | 1     |
| Facundo Batista      | Necaxa        | 1     |
| Juan Pablo Segovia   | Necaxa        | 1     |
| Milton Giménez       | Necaxa        | 1     |
| Rodrigo Cruz         | Cruz Azul     | 1     |
| Luis Puente          | Guadalajara   | 1     |
| Jesús Angulo         | Tigres UANL   | 1     |
| Julián Quiñones      | Atlas         | 1     |
| Brian Lozano         | Atlas         | 1     |
| Eduard Bello         | Mazatlán      | 1     |
| Juan de Dios Gamboa  | Toluca        | 1     |
| Emmanuel Gutiérrez   | Cruz Azul     | 1     |
| Javier Aquino        | Tigres        | 1     |
| Gael Rodríguez       | UNAM          | 1     |
| Ayrton Preciado      | Santos Laguna | 1     |
| Juan Brunetta        | Santos Laguna | 1     |
| Diego Medina         | Santos Laguna | 1     |
| Ariel Nahuelpán      | Mazatlán      | 1     |
| Édgar Bárcenas       | Mazatlán      | 1     |
| Sebastián Saucedo    | Toluca        | 1     |
| Sebastián Fierro     | Tigres UANL   | 1     |
| Javier Correa        | Santos Laguna | 1     |
| Michael Estrada      | Cruz Azul     | 1     |
| Salvador Reyes       | América       | 1     |

### Autogoles
| Jugador    | Club          | Rival       | Goles |
| ---------- | ------------- | ----------- | ----- |
| Raúl López | Santos Laguna | Guadalajara | 1     |

## Transmisión
| País           | Emisora                  | Ref.  |
| -------------- | ------------------------ | ----- |
| México         | TUDN México y Sky Sports | [ 2 ] |
| Estados Unidos | TUDN USA                 | [ 2 ] |